# Gymnocorymbus ternetzi
O Tetra-preto (Gymnocorymbus ternetzi) também conhecido como Tetra Negro, Tetra da Saia Preta ou Viúva Negra é um peixe de água doce da família Characidae) da
ordem dos Characiformes. É nativo do Rio Paraguai e do  Rio Guaporé na bacia hidrogáfica do sul do Brasil, Argentina, e Bolívia.
Indivíduos adultos alcançam os 6 cm (2.5 pol) de comprimento; Os Tetras Pretos possuem um corpo em formato aproximadamente tetragonal e cor predominante prateada, com suave degradê que progride da cor mais clara no nariz até a cor mais escura, quase preta, na nadadeira ventral, daí o nome de "saia preta".  Duas barras verticais de cor preta, uma logo após as guelras, outra mais ao centro do animal, são características marcantes e distintivas desta espécie.
O tetra-preto se alimenta de pequenos crustáceos, insetos, e vermes.

## Mantido em aquários
O tetra-preto é um peixe muito comum que pode ser facilmente encontrado em lojas de aquariofilia.  Necessita de água aquecida em torno de 26 graus C (ou 78 graus F). Este peixe, tal qual a maioria dos tetras, necessita de água ligeiramente ácida, pH 6.5 a 6.8, e bastantes plantas.  Embora não seja necessariamente agressivo a outras espécies, os tetras-pretos podem apresentar comportamento agressivo entre os próprios elementos do cardume, sendo os peixes menores e mais fracos sujeitos a perseguição e mordidas dos peixes superiores e dominantes.
O tetra-preto é onívoro e aceita comer praticamente de tudo, conquanto caiba em sua boca. Devem ser tomados cuidados para assegurar que todos os elementos do cardume tenham oportunidade de comer adequadamente. Se as partículas de comida forem demasiadamente grandes, os tetras-pretos irão mostrar desinteresse e deixarão os pedaços maiores de comida afundar e apodrecer, prejudicando o balanço químico da água.
O tetra-preto prefere se manter em cardume de no mínimo 5 indivíduos num tanque médio em torno de 60 litros. Bastante energético, o tetra-preto domina a região central do aquário (ao meio-tanque) e necessita de espaço desobstruído para nadar, livre de obstáculos. Tem força para enfrentar correntes fortes, o que facilita a colocação de bombas de filtragem independente da direção da saída de água. No entanto ao enfeitar e decorar o tanque, há de se atentar para não colocar pedras com pontas afiadas e outros objetos que possam ferir a delicada pele dos Tetras Pretos; durante as (comuns) perseguições entre os elementos do cardume é normal que os peixes se choquem velozmente contra as pedras, geralmente de raspão, causando arranhões que se ao se infeccionarem permitem que fungos e outras doenças enfraqueçam e causem a morte do animal.

## Reprodução
Os tetras-pretos atingem a maturidade sexual aproximadamente aos dois anos de idade.  Eles desovam em água a 78 graus F. Um tanque separado, com bastante planta e pelo menos 15 galoes (aprox 50 litros) de água é recomendado. De forma similar à maioria dos caracídeos, os tetras-pretos desovam no meio das plantas em intervalos, os ovos são fertilizados durante a postura. Esses peixes normalmente comem os próprios ovos, de modo que os pais devem ser removidos do tanque após a desova. Os recém nascidos são fáceis de serem criados, pois se alimentam bem em comida especial para peixes recém nascidos, e até mesmo comida em pó para peixes.

## Outros nomes
O tetra-preto também é conhecido como viúva, ou viúva preta. Há ainda uma variedade chamada de tetra-preto de véu, que apresenta barbatantas mais compridas.